# Bansenshūkai

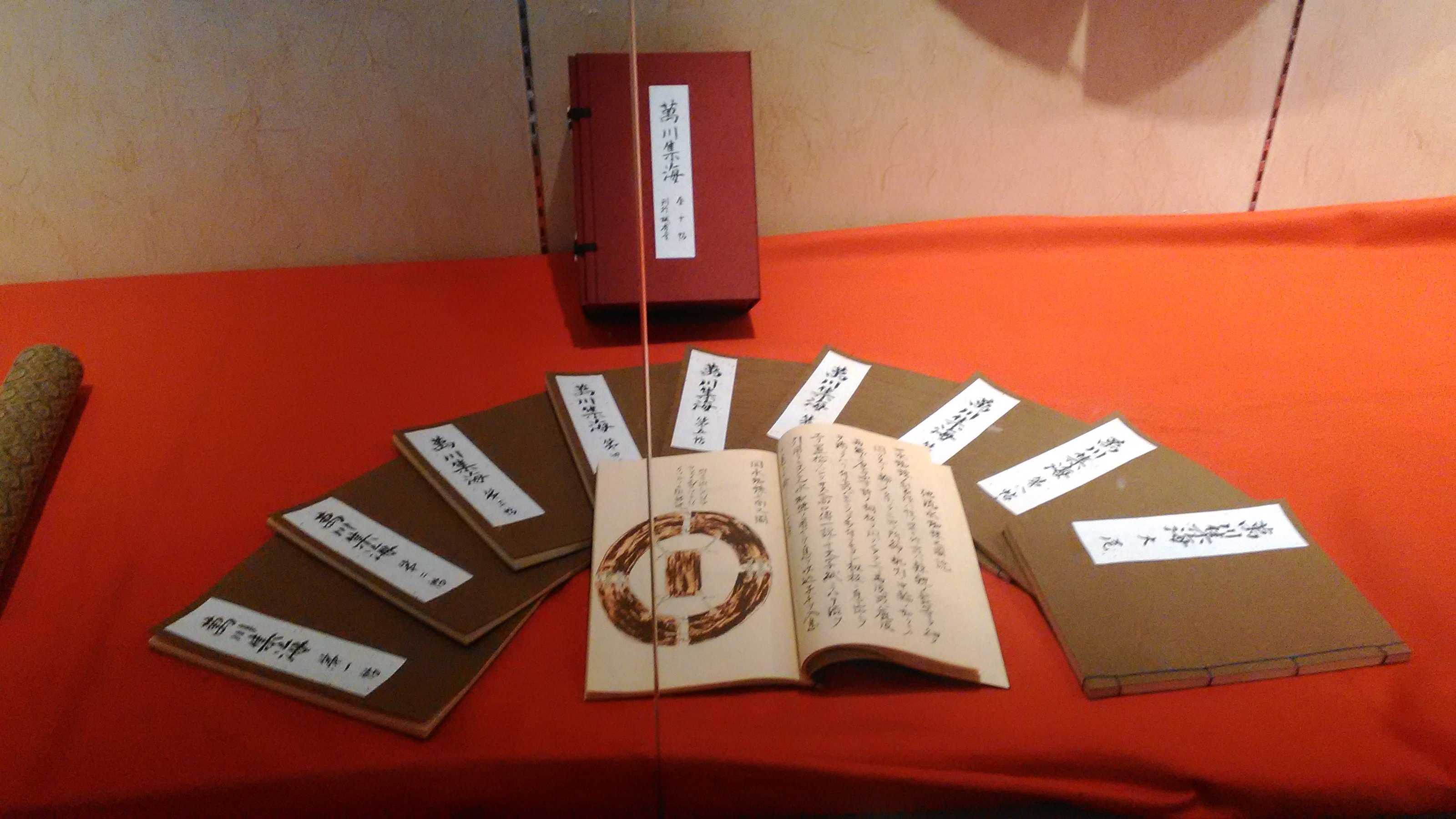
Bansenshūkai

Il Bansenshukai (萬川集海; letteralmente: "Mare dove convergono i diecimila fiumi") è un libro giapponese contenente una raccolta di conoscenze dei clan delle regioni di Iga e Kōga, che si erano dedicate all'addestramento dei ninja.
Fu compilato nel 1676 da un maestro ninja di nome Fujibayashi Sabuji (Fujibayashi Yasutake o Fujibayashi Yasuyoshi), nei primi anni dello shogunato Tokugawa, per preservare le conoscenze che erano state sviluppate durante il quasi costante conflitto militare dalla Guerra Ōnin fino alla fine dell'assedio di Osaka quasi 150 dopo. Oltre a informazioni sulla strategia militare e sulle armi, il libro contiene sezioni sulle credenze astrologiche e filosofiche del tempo, e insieme allo Shōninki del 1681 e al Ninpiden del 1655 compone le tre fonti principali  di informazione diretta riguardo a questa oscura professione.

## Contenuto
I libri comprendono:
- Due volumi di pensieri e filosofia
- Quattro volumi sul comando

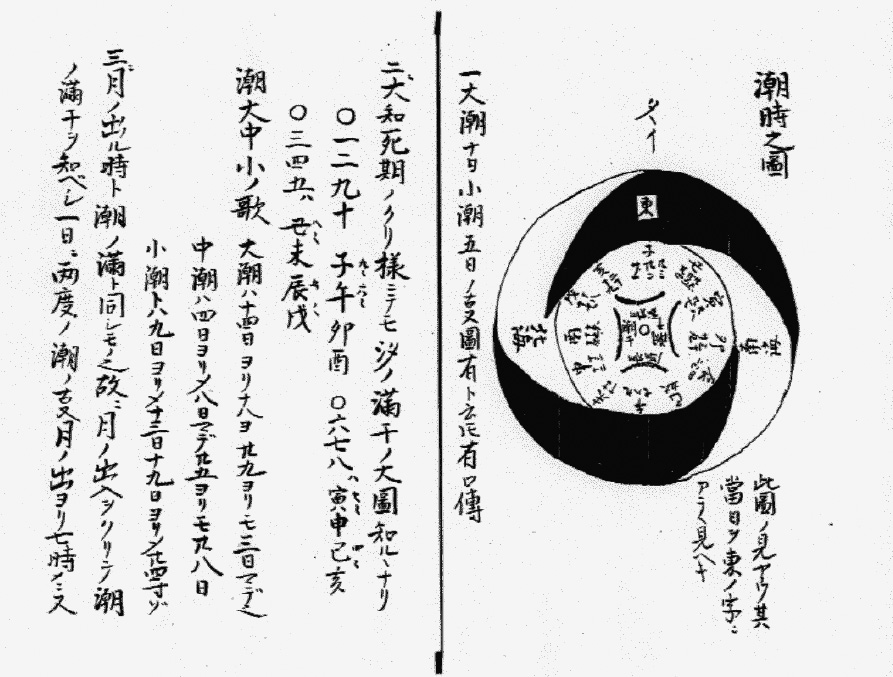
Diagramma del Bansenshukai che usa la divinazione e la cosmologia esoterica (onmyōdō) per istruire sul momento ideale per intraprendere determinate azioni.

- Tre volumi sullo Yo-nin - camuffamento aperto
- Cinque volumi sullo In-nin - infiltrazione nascosta
- Due volumi sull'astrologia
- Cinque volumi su attrezzi e armi

## Versioni
Ci sono due versioni:
1. La versione di Kōga ha ventidue capitoli riuniti in dieci volumi, con un volume aggiunto annesso.
2. La versione di Iga ha ventidue capitoli riuniti in dodici volumi, con quattro capitoli aggiuntivi in quattro volumi annessi.[4]

## Copie
Dopo la Seconda guerra mondiale, furono offerte al pubblico un numero limitato di copie manoscritte. Alcune di queste copie sono in importanti biblioteche nazionali e universitarie. L'opera è stata recentemente ritradotta in varie lingue comprese inglese, francese, tedesco e giapponese.